# Hans Hofer (Politiker, 1913)

Hans Hofer (1971)

Hans Hofer (* 28. September 1913 in Bannwil; † 4. März 1997 in Flawil), reformiert, heimatberechtigt in Bannwil, war ein Schweizer Politiker (FDP).

## Leben
Hans Hofer, Sohn des Landwirts Fritz Hofer, besuchte die Primarschule in Bannwil, anschliessend die Landwirtschaftliche Schule Waldhof in Langenthal, gefolgt von der Privatschule Humboldtianum in Bern, bevor er sich einem Studium der Agronomie an der ETH Zürich zuwandte, das er 1939 mit dem Erwerb des akademischen Grades eines Dipl. Ing. Agr. ETH. abschloss. Zusätzlich erwarb Hofer um 1950 das Meisterdiplom als Landwirt.
Seine berufliche Laufbahn begann Hans Hofer 1939 als Mitarbeiter am landwirtschaftlichen Produktionskataster des Eidgenössischen Kriegsernährungsamtes, 1941 wechselte er als landwirtschaftlicher Berater zur Regierung des Fürstentums Liechtenstein, 1943 übernahm er eine Lehrerstelle  an der kantonalen Landwirtschaftlichen Schule Flawil, 1958 wurde ihm der Direktorsposten des Verbandes landwirtschaftlicher Genossenschaften St. Gallen und benachbarter Gebiete übertragen, 1981 wurde er in den Ruhestand verabschiedet. Hofer, der in der Schweizer Armee im Rang eines Oberstleutnants diente, war mit Lore, der Tochter des Sekundarlehrers Emil Stark verheiratet. Er starb 1997 83-jährig in Flawil.
Der der Freisinnig-Demokratischen Partei beigetretene Hofer wurde 1967 in den Nationalrat gewählt, dem er bis 1975 angehörte. Sein politisches Engagement galt insbesondere der Forschung und Ausbildung in der Landwirtschaft.